# 敖德薩市政廳

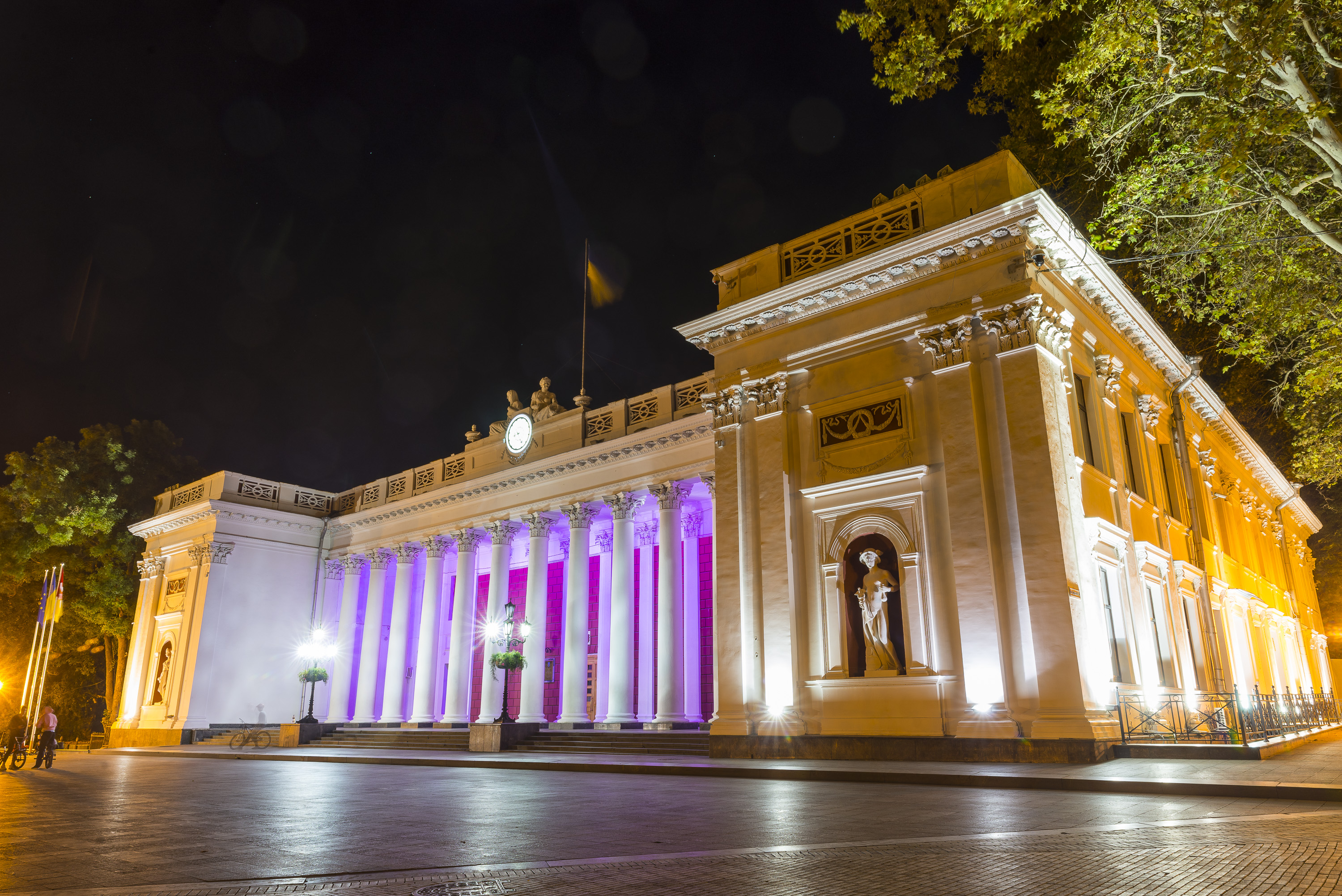
敖德薩市政廳

敖德薩市政廳是烏克蘭城市敖德薩的市政府辦公建築，外觀屬於新古典主義風格。市政廳建築的設計者是Francesco Boffo和Gregorio Toricelli，修建於1828年至1834年。敖德薩市政廳正面有兩座大型雕塑。每半個小時，市政廳上的鐘錶會響起蘇聯歌曲「敖德薩我的城市」的音樂（同樣音樂也在敖德薩站使用）。